# Bathygonium moskalevi
Bathygonium moskalevi är en kräftdjursart som beskrevs av Oleg Grigor'evich Kussakin 1984. Bathygonium moskalevi ingår i släktet Bathygonium och familjen Paramunnidae. Inga underarter finns listade i Catalogue of Life.